# Bataille du cap Cherchell
Guerre d'Espagne
La bataille du cap Cherchell (Algérie) est une bataille navale qui opposa dans la journée du 7 septembre 1937 le croiseur nationaliste Baleares à une flotte républicaine composée de plusieurs bâtiments qui escortaient des navires de commerce venant de la mer Noire, durant la guerre d'Espagne.

## Contexte
Dans le cadre de la guerre navale à laquelle se livraient les deux camps pour assurer leur ravitaillement par la voie maritime, l'amiral Buiza, amiral en chef de la marine républicaine, ordonna le 6 septembre 1937 à une flotte républicaine de quitter le port de Carthagène pour aller assurer la protection au large des côtes algériennes de trois navires de commerce, l’Aldecoa, l’Antonio Satrústegui et le Mar Caribe qui revenaient d'URSS. Cette flotte était composée de deux croiseurs légers, le Libertad et le Méndez Núnez et de sept destroyers, le Lepanto, l’Almirante Valdés, l’Almirante Antequera, l’Almirante Miranda, le Gravina, le Jorge Juan et l’Escaño.

## Déroulement
Alors que le convoi naval républicain revenait vers Carthagène au matin du 7 septembre, les navires furent aperçus à 10h15 par la vigie du croiseur nationaliste Baleares qui patrouillait le long des côtes algériennes et faisait route plein Est, à 30 milles nautiques d'Alger. Malgré son infériorité tactique, du fait de sa position entre la flotte républicaine et la côte, le commandant du Baleares, le capitaine de frégate Manuel de Vierna, fit pousser les feux et modifia sa route vers le nord-est afin de passer sur l'arrière de la flotte républicaine.
À 10h30, le convoi républicain se scinda en deux, les navires de commerce et les destroyers mettant cap au sud, vers le port de Cherchell, tandis que les deux croiseurs prenaient une route parallèle au Baleares pour engager le combat. Le Baleares ouvrit le feu le premier vers 10h45 mais sans provoquer de dégâts chez ses adversaires qui ripostèrent avec plus d'efficacité ; deux coups du Libertad provoquèrent en effet un début d'incendie dans la soute à munitions et interrompirent pendant un certain temps les circuits électriques. Le combat naval cessa à 11h15, les navires républicains ayant viré plein est.

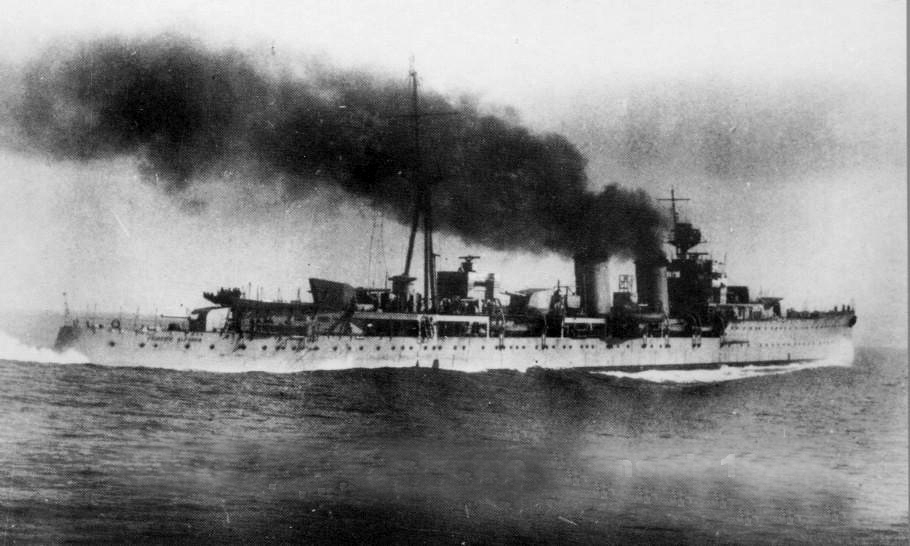
Le croiseur léger républicain Libertad (ex-Principe Alfonso) pendant des essais en 1927.

Le Baleares vira à son tour pour prendre une route parallèle à celle des navires républicains mais ils se perdirent de vue ; il profita de cette interruption pour réparer ses avaries et compter ses morts (3) et blessés (26). Dans l'après-midi, les deux flottes virèrent plein sud pour se couper le chemin du retour puis, à nouveau plein est. Alors qu'ils longeaient la côte algérienne, les croiseurs républicains furent bombardés vers 16h45 par des avions nationalistes venus de Majorque, mais seul le destroyer Escaño fut légèrement touché. Le contact visuel étant de nouveau acquis peu après, les deux flottes échangèrent à nouveau des coups de canon entre 17h30 à 18h00, mais sans conséquences. Elles se perdirent définitivement de vue après ce dernier échange et regagnèrent leur port d'attache. L'autre croiseur nationaliste, le Canarias, qui avait été demandé en renfort, n'arriva sur zone que le lendemain.

## Conséquences
Dans cette affaire, le Baleares n'infligea aucun dégât à ses adversaires qui, au contraire, et en particulier le Libertad, lui occasionnèrent de sérieuses avaries qui réduisirent sérieusement ses capacités de combat dès le début des échanges. Le croiseur nationaliste réussit cependant sa mission qui était d'intercepter le convoi de navires marchands républicains. Ceux-ci furent en effet obligés de se dérouter vers la baie de Cherchell où l’Aldecoa s'échoua, les deux autres étant contraints de mouiller dans la rade.
Sanctionné pour cette défaite, l'amiral Buiza perdit son poste de commandant en chef de la flotte républicaine tandis que le commandant du Baleares, le capitaine de frégate Manuel de Vierna, était promu directement au grade de contre-amiral par les nationalistes ; il devait disparaître dans son navire en mars 1938 lors de la bataille du cap de Palos.